# المسدف (حبيش)

تعديل مصدري - تعديل

المسدف محلة تابعة لقرية الحنائي، التابعة لعزلة الجعافرة بمديرية حبيش إحدى مديريات محافظة إب في الجمهورية اليمنية، بلغ تعداد سكانها 66 حسب تعداد اليمن لعام 2004.